# Baraghān
Baraghān (persiska: برغان, بَرَكان) är en ort i Iran.   Den ligger i provinsen Alborz, i den norra delen av landet, 50 km nordväst om huvudstaden Teheran. Baraghān ligger 1 621 meter över havet och antalet invånare är 378.
Terrängen runt Baraghān är lite bergig. Runt Baraghān är det tätbefolkat, med 511 invånare per kvadratkilometer. Närmaste större samhälle är Karaj, 14,4 km söder om Baraghān. Trakten runt Baraghān består i huvudsak av gräsmarker.